# Paratopula oculata
Paratopula oculata är en myrart som först beskrevs av Smith 1857.  Paratopula oculata ingår i släktet Paratopula och familjen myror. Inga underarter finns listade i Catalogue of Life.